# 新集镇 (灌南县)
新集镇是中华人民共和国江苏省连云港市灌南县下辖的一个镇。
2013年1月31日，江苏省人民政府批复同意撤销花园乡、新集乡，将原花园乡、新集乡所辖区域合并，设立新集镇，镇政府驻新集居委会新集街。

## 行政区划
新集镇下辖以下村级行政区划单位：
街东村、季圩村、塘河村、梨园村、大园村、唐庄村、徐老庄村、菊花村、兴庄村、新南村、新集村、大前村、花园村、清泉村、孙庄村、夏庄村、温庄村、莞渎村、陈刘村、金圩村、周庄村、孙湾村、北洋村、碾房村、陡湾村和果林村。